# اونای الگزبال
اونای الگزبال (انگلیسی: Unai Elgezabal؛ زادهٔ ۲۵ آوریل ۱۹۹۳) بازیکن فوتبال اهل اسپانیا است.
از باشگاه‌هایی که در آن بازی کرده‌است می‌توان به باشگاه فوتبال آلکورکون و باشگاه فوتبال نومانسیا اشاره کرد.